# نیروی زمینی آرژانتین
ارتش آرژانتین (اسپانیایی: Ejército Argentino, EA‎) نیروی زمینی زیرمجموعه نیروهای مسلح آرژانتین است، که در سال ۱۸۱۰ تأسیس شد.